# منتخب السعودية تحت 17 سنة لكرة السلة
المنتخب السعودي لكرة السلة لأقل من 17 عامًا هو الفريق الوطني لكرة السلة في المملكة العربية السعودية، ويُديرهُ الاتحاد العربي السعودي لكرة السلة. يُمثّل البلد في المسابقات الدولية لكرة السلة لأقل من 17 عامًا وأقل من 16 عامًا.

## سجل المشاركات

### كأس آسيا لكرة السلة تحت 16 سنة
| السنة | المركز | الدورة                              | المُضيف    |
| ----- | ------ | ----------------------------------- | --------- |
| 2009  | 15     | كأس آسيا لكرة السلة تحت 16 سنة 2009 | جوهر بهرو |
| 2011  | 8      | كأس آسيا لكرة السلة تحت 16 سنة 2011 | نها ترانج |
| 2013  |        | كأس آسيا لكرة السلة تحت 16 سنة 2013 | طهران     |
| 2015  |        | كأس آسيا لكرة السلة تحت 16 سنة 2015 | جوهر بهرو |
| 2018  |        | كأس آسيا لكرة السلة تحت 16 سنة 2018 | فوشان     |
| 2020  |        | كأس آسيا لكرة السلة تحت 16 سنة 2020 | طهران     |